# Lijst van voetbalinterlands Brazilië - Venezuela (vrouwen)
Deze lijst van voetbalinterlands is een overzicht van alle officiële voetbalinterlands tussen de nationale vrouwenteams van Brazilië en Venezuela. De landen hebben tot nu toe tien keer tegen elkaar gespeeld.

## Wedstrijden
| №  | Plaats        | Datum            | Competitie                                     | Wedstrijd            | Uitslag |
| -- | ------------- | ---------------- | ---------------------------------------------- | -------------------- | ------- |
| 1  | Maringá       | 5 mei 1991       | Sudamericano Femenino 1991                     | Brazilië − Venezuela | 6 − 0   |
| 2  | Mar del Plata | 6 maart 1998     | Sudamericano Femenino 1998                     | Brazilië − Venezuela | 14 − 0  |
| 3  | Mar del Plata | 19 november 2006 | Sudamericano Femenino 2006                     | Brazilië − Venezuela | 6 − 0   |
| 4  | Loja          | 5 november 2010  | Sudamericano Femenino 2010                     | Brazilië − Venezuela | 4 − 0   |
| 5  | Santiago      | 10 maart 2014    | Zuid-Amerikaanse Spelen 2014                   | Brazilië − Venezuela | 5 − 0   |
| 6  | Santiago      | 16 maart 2014    | Zuid-Amerikaanse Spelen 2014                   | Brazilië − Venezuela | 2 − 0   |
| 7  | Ovalle        | 11 april 2018    | Copa América 2018                              | Brazilië − Venezuela | 4 − 0   |
| 8  | Manaus        | 28 november 2021 | International Women's Football Tournament 2021 | Brazilië − Venezuela | 4 − 1   |
| 9  | Armenia       | 18 juli 2022     | Copa América 2022                              | Venezuela − Brazilië | 0 − 4   |
| 10 | Quito         | 13 juli 2025     | Copa América 2025                              | Brazilië − Venezuela | 2 − 0   |

## Samenvatting
| Competitie                                | Totaal gespeeld | Winst Brazilië | Gelijk | Winst Venezuela | Doelsaldo Brazilië – Venezuela |
| ----------------------------------------- | --------------- | -------------- | ------ | --------------- | ------------------------------ |
| Sudamericano Femenino / Copa América      | 7               | 7              | 0      | 0               | 40 − 0                         |
| Zuid-Amerikaanse Spelen                   | 2               | 2              | 0      | 0               | 7 − 0                          |
| International Women's Football Tournament | 1               | 1              | 0      | 0               | 4 − 1                          |
| Totaal                                    | 10              | 10             | 0      | 0               | 51 − 1                         |